# Ветропарк Девреч I
Ветропарк Девреч I је први ветропарк у Србији. Налази се у близини места Лескова на територији општине Тутин на висоравни Пештер. Пуштен је у рад у априлу 2011. године. Састоји се од 1 турбине, укупног капацитета 0,6 мегавата.